# Hard Evidence
 (mars 2025).
Si vous disposez d'ouvrages ou d'articles de référence ou si vous connaissez des sites web de qualité traitant du thème abordé ici, merci de compléter l'article en donnant les références utiles à sa vérifiabilité et en les liant à la section « Notes et références ».
Pour plus de détails, voir Fiche technique et Distribution.
Hard Evidence est un film américano-canadien réalisé par Michael Kennedy et sorti en 1995.

## Synopsis
Trent Turner a tout pour plaire : une belle épouse, une maison fabuleuse et une entreprise qu'il gère avec son meilleur ami. Il a aussi une maîtresse, qui un jour l'implique dans des affaires douteuses.

## Fiche technique
- Réalisation : Michael Kennedy
- Scénario : William C. Martell
- Photographie : Bruce Worrall
- Costumes : Cynthia Ann Summers
- Montage : Judy Andreson
- Musique : Barron Abramovitch
- Production : James Shavick (en), Bradley J. Sherman, Lance H. Robbins et Simon Abbott
- Société de production : James Shavick Film Company, Shavick Entertainment et Libra Pictures
- Société de distribution : Libra Home Entertainment
- Pays de production :  Canada,  États-Unis
- Langue originale : Anglais
- Format : Couleur - Son : Ultra Stereo
- Genre : Drame, Thriller
- Durée : 100 minutes
- Date de sortie : 1995

## Distribution[1]
- Gregory Harrison : Trent Turner
- Cali Timmins : Dina Davis
- Joan Severance : Madelyn Turner
- Andrew Airlie : Adam Russell
- Nathaniel DeVeaux : Lieutenant Martin Munroe
- Colin Cunningham : Dietrich
- Johnny Cuthbert : Valerio
- James Crescenzo : Hal Cain
- Paul Jarrett : Maxie
- Nick James : Technicien #1
- Maxine Guess : Technicien #2
- Sylvia Mitchell : Célibataire #1
- Janet Craig : Célibataire #2
- Tanya Dargel : Hôte
- Brian Burmeister : Groom
- Jason Smith : Employé
- Robert Thurston : Douanier
- Sean Milliken : Officier de police